# کالج شاه، آبردین

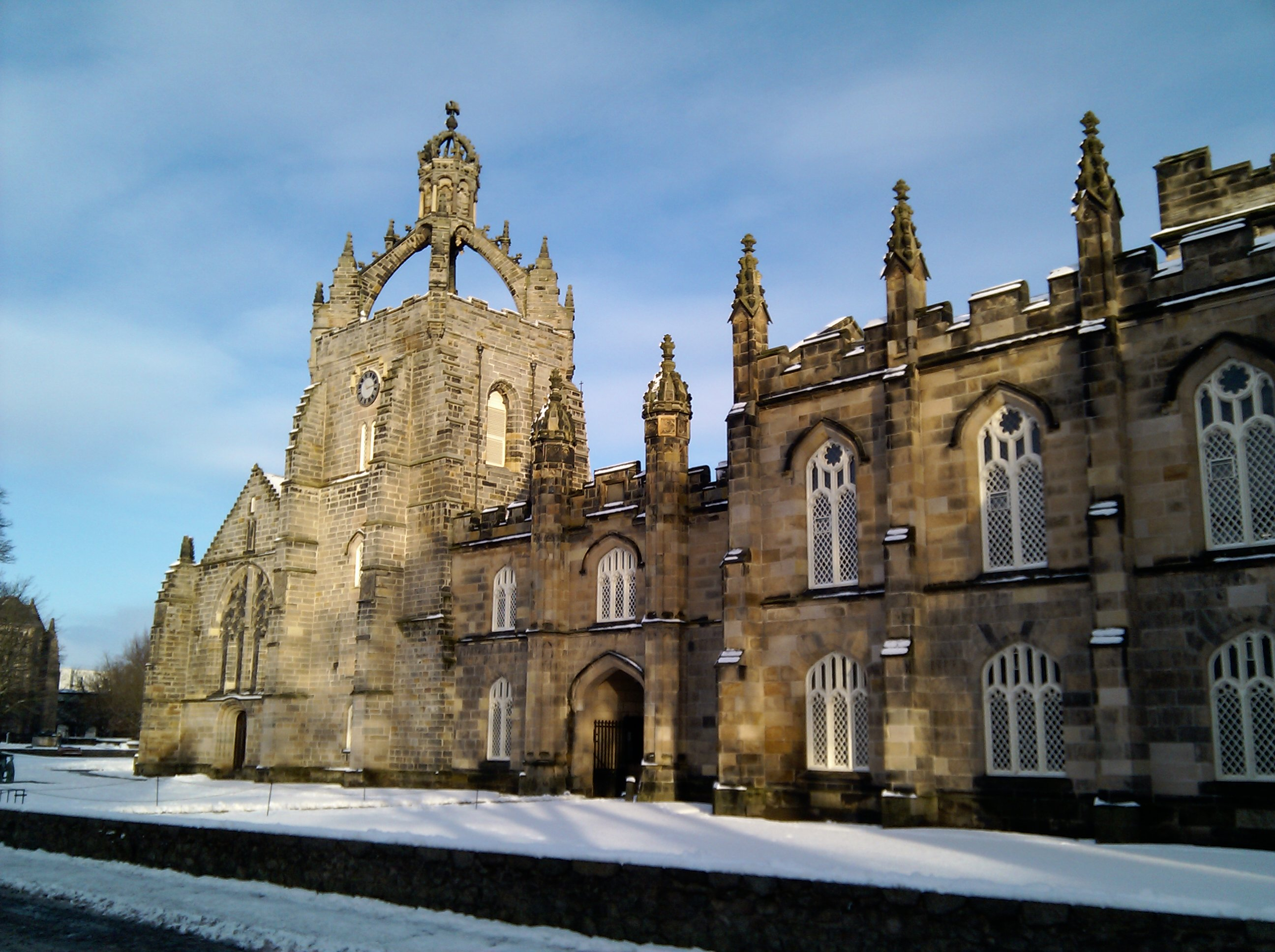
کینگز کالج

کالج شاه (انگلیسی: King's College, Aberdeen، کینگز کالج)(به لاتین: Collegium Regium Abredonense) در آبردین اسکاتلند کالجی سابقاً مستقل است که در سال ۱۴۹۵ میلادی تأسیس شد. این کالج امروزه بخشی اصلی از دانشگاه آبردین است و ساختمان‌های تاریخ آن گل سرسبد پردیس دانشگاه آبردین را تشکیل می‌دهند. ساختمان اصلی کالج و قدیمی‌ترین بنای آن نمازخانهٔ کینگز کالج است که در قرن پانزدهم ساخته شده‌است.